# II. Kaplan Giráj krími kán
II. Kaplan Giráj (krími tatár: II Qaplan Geray, ٢ قاپلان كراى), (1739 – 1771) krími tatár kán, II. Szelim kán  fia.

## Élete
Kaplan a núreddin tisztséget viselte Arszlán Giráj (1767) és Kirim Giráj (1768–1769) kánok uralkodása idején. 1770-ben, a Krím sorsát illetően sorsdöntő orosz-török háború közepén kapta meg káni kinevezését a szultántól. Összegyűjtve a kánság hadseregét, nyolcvanezer ember élén a moldvai Iaşi felé indult, majd a Prut folyó mentén védelmi pozíciót vett fel és elállta a Rumjancev tábornok vezette orosz hadsereg útját. Rumjancev huszonöt napon át próbálta kicsalogatni megerősített állásai mögül a tatárokat, majd végül elhíresztelte, hogy kifogytak a készletei és visszavonul. Az ekkor rátámadó tatárokat visszaverte és folytatva a támadást kivetette őket az állásaikból. Kaplan hadserege védekezve hátrált, ám eközben átkelt a Dunán a nagyvezír százötvenezres serege és Rumjancev két folyó és két ellenséges hadsereg között találta magát, amely együttvéve háromszoros túlerőt jelentett. Ekkor mindhárom fél megerősítette állásait, majd a törökök megrohamozták az oroszok sáncait, akik kivédték a rohamot majd ellentámadásba mentek át és megfutamították az oszmánokat. A török veszteség negyvenezer ember, száznegyven ágyú és nagy mennyiségű készlet és muníció volt. A győztes orosz hadsereg ezután elfoglalta Bender, Izmail és Akkerman erődjeit.
Ezek után Kaplan Giráj megtudta, hogy a jediszani (a Dnyeper-torkolat és Moldva közötti tengerparti terület) nogáj tatárok át akarnak állni az oroszokhoz, és hogy a krími tatár klánok egy része is arra tendál, hogy orosz segítséggel kivívják a függetlenséget. Maga Kaplan is kapott hasonló felhívást a cárnőtől, ám ekkor még elutasította a gondolatot. Lehetséges, hogy később meggondolta magát és megpróbált tárgyalásokat folytatni, hogy a kánság megmaradjon orosz függésben, ahelyett hogy megszállják és annektálják, ám az oroszokkal való levélváltásáért a szultán hamarosan leváltotta tisztségéből.
Kaplan Giráj Törökországba vonult vissza, ahol hamarosan, 1771-ben pestisben meghalt.

## Fordítás
Ez a szócikk részben vagy egészben  a(z)   Каплан II Герай című orosz Wikipédia-szócikk ezen változatának fordításán alapul.  Az eredeti cikk szerkesztőit annak laptörténete sorolja fel. Ez a jelzés csupán a megfogalmazás eredetét és a szerzői jogokat jelzi, nem szolgál a cikkben szereplő információk forrásmegjelöléseként.
| Előző uralkodó: IV. Devlet Giráj | Krími kán 1770 | Következő uralkodó: III. Szelim Giráj |